# Gran Bilbao
Die Comarca Gran Bilbao (baskisch: Bilbo Handia oder Bilboaldea, tlw. auch englisch Greater Bilbao) ist eine der sieben Comarcas in der Provinz Bizkaia in Spanien.
Die im Nordwesten der Provinz gelegene Comarca umfasst 27 Gemeinden auf einer Fläche von 370,03 km².

## Gemeinden
| Gemeinde                          | Einwohner (2024) | Fläche km² | Dichte Einw./km² | Cod INE | Postleitzahl       |
| --------------------------------- | ---------------- | ---------- | ---------------- | ------- | ------------------ |
| Abanto y Ciérvana-Abanto Zierbena | 9.409            | 18,03      | 522              | 48002   | 48500              |
| Alonsotegi                        | 3.020            | 16,02      | 189              | 48912   | 48810              |
| Arrigorriaga                      | 11.952           | 16,21      | 737              | 48011   | 48480              |
| Barakaldo                         | 101.984          | 29,39      | 3.470            | 48013   | 48900–48903        |
| Basauri                           | 40.388           | 7,01       | 5.761            | 48015   | 48970              |
| Berango                           | 7.647            | 8,87       | 862              | 48016   | 48640              |
| Bilbao                            | 348.089          | 41,31      | 8.426            | 48020   | 48001–48015        |
| Derio                             | 7.168            | 7,40       | 969              | 48901   | 48160              |
| Erandio                           | 24.662           | 17,97      | 1.372            | 48902   | 48950              |
| Etxebarri                         | 11.941           | 3,26       | 3.663            | 48029   | 48450              |
| Galdakao                          | 24.774           | 31,66      | 783              | 48036   | 48960              |
| Getxo                             | 75.981           | 11,89      | 6.390            | 48044   | 48930, 48990–48993 |
| Larrabetzu                        | 2.047            | 21,39      | 96               | 48052   | 48195              |
| Leioa                             | 32.683           | 8,52       | 3.836            | 48054   | 48940              |
| Lezama                            | 2.459            | 16,54      | 149              | 48081   | 48196              |
| Loiu                              | 2.359            | 15,55      | 152              | 48903   | 48180              |
| Muskiz                            | 7.361            | 20,76      | 355              | 48071   | 48550              |
| Ortuella                          | 8.629            | 7,73       | 1.116            | 48083   | 48530              |
| Portugalete                       | 44.766           | 3,21       | 13.946           | 48078   | 48920              |
| Santurtzi                         | 46.247           | 7,15       | 6.468            | 48082   | 48980              |
| Sestao                            | 28.228           | 3,54       | 7.974            | 48084   | 48910              |
| Sondika                           | 4.587            | 6,30       | 728              | 48904   | 48150              |
| Usánsolo                          | 4.572            | 7,50       | 610              | 48916   | 48960              |
| Valle de Trápaga-Trapagaran       | 11.898           | 13,07      | 910              | 48080   | 48510              |
| Zamudio                           | 3.314            | 18,08      | 183              | 48905   | 48170              |
| Zaratamo                          | 1.611            | 10,02      | 161              | 48097   | 48480              |
| Zierbena                          | 1.493            | 9,15       | 163              | 48913   | 48508              |
| Comarca Gran Bilbao               | 869.269          | 370,03     | 2.349            | –       | –                  |